# 米高梅電視公司
米高梅電視公司（Metro-Goldwyn-Mayer Television，簡稱：MGM Television）是一間美國的電視製作和發行公司，成立於1955年，屬於米高梅旗下的子公司。
由索尼為首的公司集團買下米高梅後，在2005年至2006年間，米高梅的電視節目是由索尼影视电视發行。自2006年5月31日起，米高梅電視再度成為一間獨立的製作與發行公司。米高梅電視在多年後首次重新加入首播聯賣的市場，其第一部首播聯賣的節目為2013年9月的《就在此時》（Right This Minute），是一部與舊金山電視台KTVU共同製作的每日新聞雜誌節目。隨後《父性法庭》（Paternity Court）亦加入了米高梅的首播聯賣陣容，並在2013年9月23日首播。這部結合脱口秀與法庭節目的影集被設定為米高梅在日間電視市場中競爭的重要作品。

## 資料來源
1. ↑  .   [2014-03-13]. （原始内容存档于2013-10-14）.

## 外部連結
- 米高梅電視官方網站 （页面存档备份，存于）